# 李興 (成化進士)
李興（1444年—？），字伯起，河南承宣布政使司河南府嵩縣人，明朝政治人物，同進士出身。

## 生平
早年出身國子生，河南鄉試第二十二名舉人。成化十一年（1475年）乙未科進士。授山東冠縣知縣，因丁憂去職。服闕，改鄒縣知縣。十載，擢監察御史，忠直敢言。巡按陝西期間，懲治豪強，因此遭巡撫報復下獄，貶戍賓州，遇赦釋還。

## 著作
所著有《西廵奏議》《嵩南野錄》若干卷。

## 家族
曾祖父李二翁。祖父李和。父亲李春。